# سيس (جنس)
سيس (الاسم العلمي Cis) هو جنس من الخنافس شجرة الفطر في فصيلة السيسيات. هناك ما لا يقل عن 150 من الأنواع الموصوفة في جنس السيس